# Eusimonia nigrescens
Espèce
Eusimonia nigrescens est une espèce de solifuges de la famille des Karschiidae.

## Distribution
Cette espèce se rencontre en Syrie, en Turquie et en Grèce.

## Description
Le mâle holotype mesure 15 mm.
Le mâle décrit par Roewer en 1933 mesure 15 mm et la femelle 15 mm.

## Publication originale
- Kraepelin, 1899 : Zur Systematik der Solifugen. Mitteilungen aus dem Naturhistorischen Museum in Hamburg, vol. 16, p. 195–259 (texte intégral).